# José Dolores Alfonseca
José Dolores Alfonseca Garrido (Santo Domingo, 24 de mayo de 1878-Puerto Rico, 15 de febrero de 1933) fue un político y médico dominicano. Sirvió como Vicepresidente durante los últimos dos años del último gobierno de Horacio Vásquez, durante 1928-1930.

## Biografía
Alfonseca nació en la ciudad de Santo Domingo, capital de la República Dominicana, el 24 de mayo de 1878. Fue estudiante del maestro Eugenio María de Hostos, para continuar sus estudios en París.
Inició su carrera política al amparo de Horacio Vásquez, quien lo nombró su médico personal y llegó a considerarlo como su heredero político. Sustituyó a Federico Velásquez y Hernández en 1928 como Vicepresidente, para el período 1928-1930 del último mandato de Vásquez (1924-1930).
Ya como vicepresidente, ocupó la presidencia en funciones durante una ausencia de Vásquez por motivos de salud. En este período, Alfonseca intenta detener el avance de Rafael Trujillo, importante militar que ocupaba el cargo de jefe del Ejército Nacional y que estaba conspirando contra el gobierno de Vásquez. No logró frenar el avance de Trujillo y cuando Vásquez volvió al país su gobierno se encontraba dividido.
Una conspiración el 23 de febrero de 1930 consiguió derrocar a Vásquez y se instauró un gobierno provisional presididó por Rafael Estrella Ureña.
Para las elecciones de mayo de 1930, se presentaron como candidatos principales Rafael Trujillo para presidente y Rafael Estrella Ureña para vicepresidente. Al obtener la victoria este binomio, inició el período de la dictadura trujillista en el país. Muchos políticos que se opusieron tuvieron que exiliarse, como fue el caso de Alfonseca.
Alfonseca partió a Puerto Rico, donde fallecería en 1933.

## Debate sobre el callejero de Santo Domingo
Durante unos años una de las vías de Santo Domingo llevó el nombre de José Dolores Alfonseca. Se trata de la actual Av. 30 de Marzo, que va desde el Parque Independencia hasta la Av. 27 de Febrero, próxima al Palacio Nacional. Esta calle vio cambiar su nombre en 1952, durante la dictadura de Trujillo, con el fin de borrar el nombre de uno de los antiguos adversarios del dictador. Los periódicos de la época, concretamente La Nación y El Caribe, plasmaron en sus números discusiones sobre el motivo detrás de este cambio de nombre y sobre si se debía o no a los deseos del dictador.
En la actualidad, existe una calle en honor a José Dolores Alfonseca en Santo Domingo, próxima al edificio administrativo de la Universidad Autónoma de Santo Domingo, entre la Av. Alma Mater y la c. Gral. Modesto Díaz. Asimismo hay una vía con su nombre en Moca.